# Flaßhofstraße

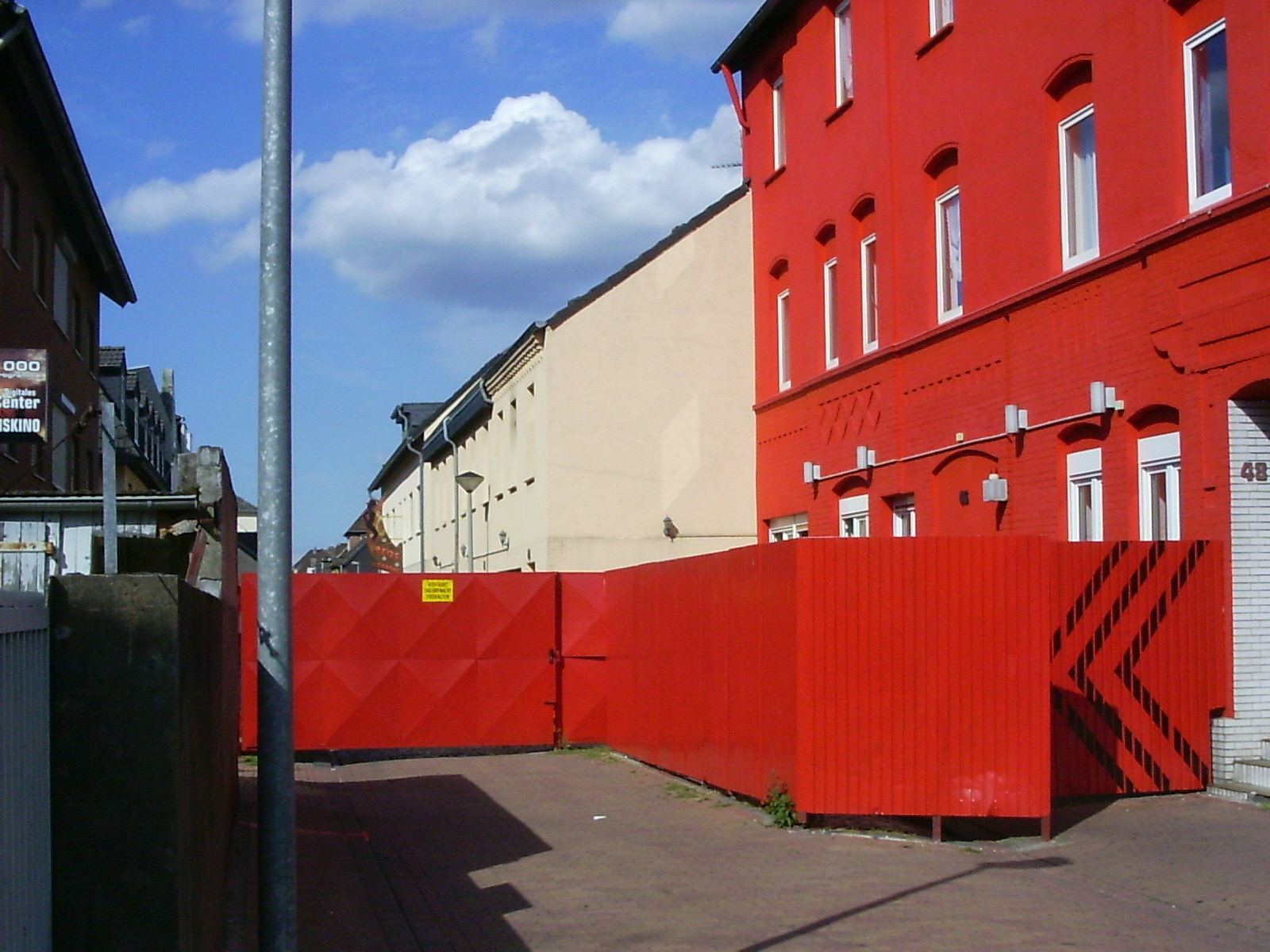
Sichtsperre zur Flaßhofstraße, Oberhausen

Die Flaßhofstraße ist das Zentrum des Rotlichtviertels von Oberhausen.

## Geschichte
Die Bordellstraße im Stadtteil Oberhausen-Mitte des Stadtbezirks Alt-Oberhausen besteht in der heutigen Form seit 1963. Der im Verhältnis zur Einwohnerzahl Oberhausens relativ große Kern des Rotlichtbezirks besteht aus der durch Sperrbezirk-Verordnung geregelten Zone Flaßhofstraße 17 bis 46 mit 16 Häusern, überwiegend Laufhäuser, in denen Prostituierte insgesamt rund 230 Zimmer mieten. Nach Erkenntnissen der Polizei kamen im Jahr 2011 die meisten der dort arbeitenden Frauen aus Rumänien, Bulgarien und Deutschland.
Ursprünglich trug die Flaßhofstraße den Namen Eintrachtstraße. Spätestens 1914 begann am oberen Teil dieser Straße die Prostitution. Bald war die Straße über die Grenzen der Stadt hinaus dafür bekannt. Als im März 1920 der Ruhraufstand zur Abwehr des Kapp-Putsches ausbrach, stellte die Rote Ruhrarmee, deren Ziel die Errichtung einer Diktatur des Proletariats war, auch sogenannte „Rote-Kreuz-Schwestern“ als Sanitätskräfte in Dienst, die sich ausschließlich aus „Dirnen“ rekrutierten, „vor allem aus Oberhausen“. Einige von ihnen, von ihren Mitstreitern „Karbol-Mäuschen“ genannt, beteiligten sich am 21. März 1920 an einer „Plünderung“ des Hauses Sythen, das sich damals im Besitz des Grafen Otto von Westerholt und Gysenberg (1875–1920) befand. „Rote-Kreuz-Schwestern“ der Roten Ruhrarmee, die in jener Zeit mit einer Pistole angetroffen wurden, wurden – so gestand ein Mitglied des Freikorps Epp, das gegen den Ruhraufstand eingesetzt war – kurzerhand erschossen.
Durch eine Verordnung des Regierungspräsidenten Düsseldorf Walther Grützner wurde der von Prostitution betroffene Teil der Eintrachtstraße zum 1. April 1921 in Flaßhofstraße umbenannt. Unter Androhung der Enteignung mussten die Bewohner der Häuser dieses Abschnitts nachweisen, dass die Häuser zu Wohnzwecken vermietet waren. Am 31. März 1921 meldete ein Oberhausener Blatt, dass die Verordnung gewirkt habe.
Mit dem neuen Namen der Straße wurde Christian Flaßhof geehrt, der im Jahr 1845 – zusammen mit seinem Schwager Jobst Waldthausen und Wilhelm Lueg – auf der Lipper Heide Bohrungen niedergebracht hatte und auf Kohle gestoßen war, so dass in der Folge die Zeche Concordia gegründet wurde.
Als in den 1930er Jahren die Prostitution auf der Flaßhofstraße wiederauflebte, drangen die Einwohner des nicht umbenannten Teils der Eintrachtstraße auf eine Umbenennung. 1938 wurde dieser Abschnitt in Linsingenstraße umbenannt.
Ende der 1960er Jahre galt ein teilweise aus Wellblech erbauter Schuppen der Flaßhofstraße als „Deutschlands schäbigstes Freudenhaus“.
In ihrer Bauleitplanung, die die Stadt Oberhausen in den Jahren 2001 bis 2003 zur räumlichen Begrenzung der Bordellnutzung durchführte, maß sie dem Bordellbereich der Flaßhofstraße, dessen Ursprünge sie in das Jahr 1910 zurückführte und den sie dabei als Sondergebiet mit der Zweckbestimmung „Bordelle“ festsetzte, eine „regionale Bedeutsamkeit“ zu.
Mit einer 2008 eingeführten Vergnügungssteuer, umgangssprachlich „Sexsteuer“ genannt, erhebt die der Nothaushaltsführung unterliegende Stadt Oberhausen seit 2009 von den Betreibern der als Bordelle genutzten „Beherbergungsbetriebe“ in der Flaßhofstraße Steuerbeträge. 2011 waren dies Beträge zwischen 50.000 und 300.000 Euro. Dagegen zogen einige der betroffenen Betriebe mit einer Klage vor das Verwaltungsgericht Düsseldorf. Das Gericht urteilte 2011, dass es sich bei dieser Steuer um eine zulässige Aufwandsteuer handele und wies die Klagen zurück.
Der Präsident der Oberhausener Hells Angels, zuvor Chef eines früheren Chapters der Bandidos, war 2013 Pächter von acht der 16 Häuser an der Flaßhofstraße; der Kampf um die Vorherrschaft wird mit Schlägereien und Schießereien ausgetragen. Im gleichen Jahr wurde der „50. Jahrestag“ der Bordellstraße gefeiert.
Im Mai 2015 wurde bekannt, dass der aus Fernsehshows bekannte Bordellbetreiber Bert Wollersheim die Flaßhofstraße verschönern soll. Daniel Schranz, den die Oberhausener am 13. September 2015 gleich im ersten Wahlgang zu ihrem neuen Oberbürgermeister wählten, antwortete auf Wollersheims Pläne in seinem Wahlkampf, dass sich der Begriff „schön“ an dieser Stelle verbiete. Er werde „alles daran setzen, den Rotlichtbereich aus der Innenstadt heraus zu verlagern.“